# آکیرا کاواگوچی
آکیرا کاواگوچی (انگلیسی: Akira Kawaguchi؛ زادهٔ ۲۴ ژانویهٔ ۱۹۶۷) بازیکن فوتبال اهل ژاپن است.
از باشگاه‌هایی که در آن بازی کرده‌است می‌توان به باشگاه فوتبال سانفریس هیروشیما و باشگاه فوتبال ناگویا گرامپوس اشاره کرد.